# Campeonato Mundial de Atletismo de 2013 - Salto triplo masculino
O salto triplo masculino do Campeonato Mundial de Atletismo de 2013 ocorreu entre 16 e  18 de agosto no Estádio Lujniki, em Moscou.

## Recordes
Antes desta competição, os recordes mundiais e do campeonato nesta prova eram os seguintes:
| Tipo                  | Atleta           | Distância | Local      | Data                | Ref |
| --------------------- | ---------------- | --------- | ---------- | ------------------- | --- |
|                       | Jonathan Edwards | 18,29     | Gotemburgo | 7 de agosto de 1995 | ver |
| Recorde do campeonato | Jonathan Edwards | 18,29     | Gotemburgo | 7 de agosto de 1995 | ver |

## Medalhistas
| Ouro               | Prata                      | Bronze           |
| Teddy Tamgho (USA) | Pedro Pablo Pichardo (CUB) | Will Claye (USA) |

## Cronograma
| Data         | Hora  | Evento        |
| ------------ | ----- | ------------- |
| 16 de agosto | 10:00 | Primeira fase |
| 18 de agosto | 16:45 | Final         |

## Resultados

### Primeira fase
Qualificação: Desempenho de qualificação 17,05 m (Q) ou pelo menos 12 melhores (q) avançam para a final. 
| Classificação | Grupo | Nome                      | Nacionalidade   | 1ª prova | 2ª prova | 3ª prova | Marca | Nota |
| ------------- | ----- | ------------------------- | --------------- | -------- | -------- | -------- | ----- | ---- |
| 1             | A     | Teddy Tamgho              | França          | x        | 17,41    |          | 17,41 | Q    |
| 2             | B     | Yoann Rapinier            | França          | 16,79    | 17,39    |          | 17,39 | Q    |
| 3             | B     | Christian Taylor          | Estados Unidos  | 17,36    |          |          | 17,36 | Q    |
| 4             | A     | Will Claye                | Estados Unidos  | 16,81    | 17,08    |          | 17,08 | Q    |
| 5             | B     | Pedro Pablo Pichardo      | Cuba            | 17,06    |          |          | 17,06 | Q    |
| 6             | A     | Dong Bin                  | China           | x        | x        | 16,98    | 16,98 | q    |
| 7             | A     | Marian Oprea              | Roménia         | 16,91    | x        | x        | 16,91 | q    |
| 8             | B     | Samyr Laine               | Haiti           | 16,87    | 16,54    |          | 16,87 | q    |
| 9             | B     | Fabrizio Schembri         | Itália          | 16,57    | 16,83    |          | 16,83 | q    |
| 10            | B     | Aleksey Fedorov           | Rússia          | x        | 15,98    | 16,83    | 16,83 | q    |
| 11            | B     | Dimitrios Tsiamis         | Grécia          | 16,69    | 16,06    | 16,47    | 16,69 | q    |
| 12            | A     | Gaëtan Saku Bafuanga Baya | França          | 16,63    | 16,37    | 15,91    | 16,63 | q    |
| 13            | A     | Renjith Maheshwary        | Índia           | 16,08    | 16,63    | 16,28    | 16,63 |      |
| 14            | B     | Viktor Kuznyetsov         | Ucrânia         | 16,50    | 16,60    | x        | 16,60 |      |
| 15            | A     | Fabrizio Donato           | Itália          | x        | 16,20    | 16,53    | 16,53 |      |
| 16            | A     | Jefferson Sabino          | Brasil          | x        | 16,49    | 16,05    | 16,49 |      |
| 17            | B     | Roman Valiyev             | Cazaquistão     | 16,34    | 16,43    | 15,97    | 16,43 |      |
| 18            | B     | Omar Craddock             | Estados Unidos  | 14,91    | 16,18    | 16,40    | 16,40 |      |
| 19            | A     | Zlatozar Atanasov         | Bulgária        | 16,16    | 16,04    | 16,21    | 16,21 |      |
| 20            | B     | Jonathan Drack            | Ilhas Maurícias | x        | 14,89    | 15,54    | 15,54 |      |
| 21 !          | A     | Daniele Greco             | Itália          | –        | –        | –        | DNS   |      |
| 21 !          | A     | Tosin Oke                 | Nigéria         |          |          |          | DNS   |      |

### Final
A final foi iniciada as 16:45. 
| Classificação     | Nome                      | Nacionalidade  | 1ª prova | 2ª prova | 3ª prova | 4ª prova | 5ª prova | 6ª prova | Marca | Nota |
| ----------------- | ------------------------- | -------------- | -------- | -------- | -------- | -------- | -------- | -------- | ----- | ---- |
| Medalha de ouro   | Teddy Tamgho              | França         | 17,65    | x        | x        | 17,68    | x        | 18,04    | 18,04 | WL   |
| Medalha de prata  | Pedro Pablo Pichardo      | Cuba           | 17,38    | 17,68    | x        | 17,22    | 17,52    | 16,98    | 17,68 |      |
| Medalha de bronze | Will Claye                | Estados Unidos | 17,19    | 17,33    | 17,52    | 17,38    | 16,94    | 17,46    | 17,52 | SB   |
| 4                 | Christian Taylor          | Estados Unidos | 16,99    | x        | 16,49    | 16,69    | 17,13    | 17,20    | 17,20 |      |
| 5                 | Aleksey Fedorov           | Rússia         | 16,34    | 16,90    | x        | 16,79    | x        | 16,42    | 16,90 |      |
| 6                 | Marian Oprea              | Roménia        | 16,82    | x        | 16,59    | x        | x        | x        | 16,82 |      |
| 7                 | Gaëtan Saku Bafuanga Baya | França         | 16,64    | 16,79    | 15,97    | 16,70    | 16,64    | 16,24    | 16,79 |      |
| 8                 | Fabrizio Schembri         | Itália         | x        | 16,61    | 16,74    | x        | 16,00    | x        | 16,74 |      |
| 9                 | Dong Bin                  | China          | x        | 16,65    | 16,73    |          |          |          | 16,73 |      |
| 10                | Dimitrios Tsiamis         | Grécia         | 16,66    | x        | 16,38    |          |          |          | 16,66 |      |
| 11                | Samyr Laine               | Haiti          | x        | 16,09    | x        |          |          |          | 16,09 |      |
| 12                | Yoann Rapinier            | França         | 13,98    | x        | 15,17    |          |          |          | 15,17 |      |

Legenda
| Recorde mundial       | Recorde mundial (World record)               |                       | Recorde africano                      | Recorde africano (African) |                                           | Q | Classificado por posição (Qualified) |
| Recorde do campeonato | Recorde do campeonato (Championship record)  | Recorde da América    | Recorde da América (Americas)         | q                          | Classificado por melhor tempo (Qualified) |   |                                      |
| Melhor marca do ano   | Melhor marca do ano (World leading)          | Recorde asiático      | Recorde asiático (Asian)              | DNS                        | Não largou (Did not start)                |   |                                      |
| Recorde nacional      | Recorde nacional (National record)           | Recorde europeu       | Recorde europeu (European)            | DNF                        | Não terminou (Did not finish)             |   |                                      |
| Recorde pessoal       | Recorde pessoal do atleta (Personal best)    | Recorde da Oceania    | Recorde da Oceania (Oceania)          | DSQ / DQ                   | Desclassificado (Disqualified)            |   |                                      |
| Recorde da temporada  | Recorde da temporada do atleta (Season best) | Recorde sul-americano | Recorde sul-americano (South America) | NM                         | Sem marca (No mark)                       |   |                                      |